# ديفيد بيل
ديفيد بيل (بالفرنسية: David Belle)‏هو مؤسس الباركور وممثل ومصمم رقصات.

- ممثل فرنسي ولد 29 أبريل 1973 في فيكا من سن مبكرة، وأظهرت ديفيد بيل طعم للعمل والحركة السريعة. برع في ألعاب القوى، والتسلق، والجمباز وفنون الدفاع عن النفس. في عام 1988، الذين تتراوح أعمارهم بين 15، غادر بيل المدرسة، وانتقل إلى باريس ودخلت الخدمة الوطنية. في ذلك الوقت، وقال انه تلقى مساعدات اختراعه الأول وتخرج من الجمباز UFOLEP. أصبح الأصدقاء المقربين في مجموعة من المراهقين الذين شاركوا حبه للرياضة. أصبحت هذه المجموعة في وقت لاحق Yamakasi (يان Hnautra فريدريك Hnautra ديفيد Balgogne، سيباستيان Foucan وKAZUMA، ثم، تشاو الحسناء، وليامز الحسناء، تشارلز Ferriere، مالك ضيوف، Guylain Boyeke ولوران Piemontesi). شارك بعض الأدوار، ومعظمها في الأفلام والإعلانات التجارية الفرنسية (بما في ذلك أشرطة الفيديو الترويجية لتينا تيرنر وAMI. وشارك في حلقة من الشعب المسلسل التلفزيوني السفر لويس الصفحة، والأفلام وعالم أفضل، وناقل الحركة، وفام الفاتنة والأنهار القرمزية 2: الملائكة من نهاية العالم، مع جان رينو. بعد تحول في العديد من الإعلانات التجارية للبي بي سي ونيسان ونايك، تم الاتصال من قبل بيل لوك بيسون لتقاسم الاضواء مع سيريل رافايللي في فيلم BANLIEUE 13. في عام 2008، شارك في تنسيق مشاهد من الفيلم الباركور بابل م وعملت على تصوير المثيرة أمير بلاد فارس. رمال الزمن صدر 26 مايو 2010 في المسارح.

## وصلات خارجية
- ديفيد بيل على موقع IMDb (الإنجليزية)
- ديفيد بيل على موقع قاعدة بيانات الأفلام العربية
- ديفيد بيل على موقع ألو سيني (الفرنسية)
- ديفيد بيل على موقع أول موفي (الإنجليزية)
- ديفيد بيل على موقع قاعدة بيانات الأفلام السويدية (السويدية)
- ديفيد بيل على موقع إن إن دي بي (الإنجليزية)
- ديفيد بيل على موقع قاعدة بيانات الفيلم (الإنجليزية)
- ديفيد بيل على موقع كينوبويسك (الروسية)

الموقع الإلكتروني